# Compressor de Palhetas
Em Compressores, Compressor de palhetas é um compressor de deslocamento positivo multicelular, que consiste de palhetas montadas em um rotor posicionado excentricamente que, por sua vez, gira dentro de um alojamento. Em alguns casos, essas palhetas podem ser de comprimentos variáveis e/ou esticadas para que se mantenham em contato com as paredes da voluta ou anel e consigam comprimir o ar.

## Tipos
Em compressores de deslocamentos positivos o compressor de palhetas é uma subdivisão e, inseridos dentro dessa, existem dois tipos de compressor de palhetas:
- Compressor de Palheta Simples
- Compressor de Múltiplas palhetas

### Compressor de Palheta Simples
Esse compressor é composto por:
- Duas entradas (Sucção e Descarga)
- Uma palheta
- Uma Mola
- Um eixo rotor
- Um Anel

O eixo está centrado no rotor e coincide com o acionamento que é acoplado a um anel posicionado excentricamente com relação ao eixo, porém, sem nenhuma palheta em seus rasgos, e sim, apenas uma palheta inserida na parte superior do alojamento do rotor, onde, uma mola a impulsiona contra o anel tornando possível a compressão do ar.

### Compressor de Múltiplas Palhetas
Esse compresso é composto por:
- Duas entradas (Sucção e Descarga)
- Múltiplas Palhetas
- Tambor ou rotor central

Onde, diferentemente do Compressor de Palheta Simples, possui um tambor com rasgos radiais que se estendem por todo o seu comprimento, nos quais são inseridos duas ou mais palhetas retangulares, sendo que, no compressor de duas palhetas, as mesmas são inseridas em série dentro de um só rasgo passante e separadas por uma mola, que comprimindo assim, as palhetas contra a carcaça compensando o giro do rotor tornado possível a compressão do ar.

## Acionamento
O acionamento desses compressores se divide em:
- Motores Elétrico
- Motores de Combustão Interna

Em que, a necessidade de cada usuário vai decidir a escolha de acionamento.Podendo este, escolher entre um motor elétrico ou um motor de combustão interna sendo ele diesel ou gasolina. Os motores elétricos tem grande aplicação na industria e para utilização em compressores são ótimos acionadores com potencias baixas de 5 HP a potências altas de até 750 HP. Já os acionados por motores a combustão são necessários para uso em locais de difícil acesso com ausência de energia elétrica.

## Características Favoráveis
- Versatilidade
- Potência
- Confiabilidade
- Fluxo Continuo
- Pressão Máxima atingida: 400 PSIG
- Vazão Máxima: 6000 ft³/min